# 임실 이도리 미륵불상
임실 이도리 미륵불상(任實 二道里 彌勒佛像)은 대한민국 전북특별자치도 임실군 임실읍에 있는 불상이다. 1993년 8월 31일 전라북도의 유형문화재 제145호로 지정되었다.

## 개요
임실읍 이도리 미륵불상은 높이 2.54m. 어깨폭 81cm로 수정마을 운수사(雲水寺)에 남아 있다. 운수사는 창건 연대와 설립 경위는 전해지지 않고 있으나 백제시대의 유물로 추정되고 있다. 이 석불은 풍수지리설에 의하여 산세의 액막이를 위해 세운 절에 남아 있은 것으로 지금은 숲과 합도는 없어지고 석불만 남아 있다. 삼은은 비교적 잘 표현되어 있으나, 목 이하는 조각이 희미하다. 불신은 흰색으로 칠해져 있고 머리와 눈썹, 그리고 수염은 검은색, 입술은 붉은 칠을 하고 있어 토속적인 색채가 강하다. 백제시대의 유물이라고 하지만 조각연대는 분명치 않다.

## 참고자료
- 임실 이도리 미륵불상 - 국가유산청 국가유산포털
- 이 문서에는 다음커뮤니케이션(현 카카오)에서 GFDL 또는 CC-SA 라이선스로 배포한 글로벌 세계대백과사전의 내용을 기초로 작성된 글이 포함되어 있습니다.